# Abdoullah Bamoussa
Abdoullah Bamoussa (Oulad Berhil, 8 giugno 1986) è un siepista e mezzofondista italiano.
Ha rappresentato l'Italia ai Giochi olimpici estivi di Rio de Janeiro 2016 proprio nella gara dei 3000 metri siepi.

## Biografia
In Italia dal 1997 arrivato dal Marocco e cittadino italiano dal 2015.
Al suo arrivo nel settentrione italiano pratica calcio per qualche anno e poi dal 2003 si inizia a dedicare all'atletica.
Inizialmente pratica corsa su strada ed in montagna; poi a partire dal 2011 passa ai 3000 metri siepi allenato da Ezio Rover, direttore tecnico dell'Atletica Brugnera Friulintagli.
Il 13 dicembre del 2015 affronta per la prima volta una rassegna internazionale indossando la maglia della Nazionale seniores italiana: in Francia a Hyères gareggia agli Europei di corsa campestre, concludendo al 30º posto nella prova individuale ed in quarta posizione nella classifica a squadre.
Il 26 giugno del 2016 disputa la finale dei 3000 siepi ai campionati italiani assoluti di Rieti: vince la medaglia di bronzo in 8'32"88 dietro al campione italiano Yuri Floriani (8'30"03) e all'argento di Jamel Chatbi (8'31"25); nell'occasione ottiene così il pass per gli Europei di Amsterdam, correndo sotto il minimo richiesto di 8'37"50, insieme a Chatbi, Floriani e ai due gemelli Ala e Osama Zoghlami.
L'8 luglio gareggia nei Paesi Bassi nella finale dei 3000 siepi degli Europei di Amsterdam: tra i quindici finalisti figura insieme ad altri due italiani, Jamel Chatbi e Yuri Floriani. Qui termina la gara in 8ª posizione col tempo di 8'35"35 a poco più di quattro secondi e mezzo dal bronzo in 8'30"79 del francese Yoann Kowal, tra Chatbi (5º) e Floriani (9º).
Il 2 agosto ottiene il pass per le Olimpiadi di Rio (al pari di Floriani e Chatbi, poi sospeso dal C.O.N.I. e, dopo, accettato dal T.A.R. e poi respinto dal T.N.A. il suo ricorso presentato) beneficiando della regola del "target number" che prevede il raggiungimento del numero minimo di atleti per ogni specialità in programma.
Il 15 agosto disputa la batteria dei 3000 siepi ai Giochi olimpici di Rio de Janeiro in Brasile: viene eliminato nelle batterie chiudendo al 12º posto nella sua e finendo complessivamente in 34ª posizione in classifica col tempo di 8'42"81; resta a poco più di una quindicina di secondi dall'ultimo tempo ripescato per la finale, il 8'27"69 del marocchino Hamid Ezzine.

## Progressione

### 3000 metri siepi
| Stagione | Tempo   | Luogo          | Data      | Rank. Mond. |
| -------- | ------- | -------------- | --------- | ----------- |
| 2017     | 8'22"00 | Roma           | 8-6-2017  |             |
| 2016     | 8'32"54 | Amsterdam      | 6-7-2016  |             |
| 2015     | 8'41"12 | Faenza         | 16-9-2015 |             |
| 2014     | 8'52"08 | Spilimbergo    | 10-5-2014 |             |
| 2013     | 8'45"29 | Brugnera       | 7-9-2013  |             |
| 2012     | 8'46"99 | Campi Bisenzio | 22-9-2012 |             |
| 2011     | 8'55"26 | Brugnera       | 3-9-2011  |             |

## Palmarès
| Anno | Manifestazione   | Sede           | Evento         | Risultato | Prestazione | Note   |
| ---- | ---------------- | -------------- | -------------- | --------- | ----------- | ------ |
| 2015 | Europei di cross | Hyères         | Corsa seniores | 30º       | 31'00"      | [ 11 ] |
| 2015 | Europei di cross | Hyères         | A squadre      | 4º        | 99 p.       | [ 12 ] |
| 2016 | Europei          | Amsterdam      | 3000 m siepi   | 8º        | 8'35"35     | [ 13 ] |
| 2016 | Giochi olimpici  | Rio de Janeiro | 3000 m siepi   | Batteria  | 8'42"81     | [ 14 ] |
| 2017 | Mondiali         | Londra         | 3000 m siepi   | Batteria  | 8'34"86     |        |

## Campionati nazionali
2016
- Bronzo ai campionati italiani assoluti (Rieti), 3000 m siepi - 8'32"88[15]

2020
- 6º ai campionati italiani, 3000 m siepi - 8'58"13"

## Altre competizioni internazionali
2009
- 11º alla Mezza maratona di Pordenone ( Pordenone) - 1h12'57"

2010
- 4º alla Mezza maratona di Brugnera ( Brugnera) - 1h07'42"
- 9º alla Maratonina di San Martino ( Paese) - 1h09'09"

2011
- 6º alla Mezza maratona di Brugnera ( Brugnera) - 1h09'27"

2012
- Bronzo alla Proseco Run ( Vidor), 25 km - 1h23'25"
- 4º alla Mezza maratona di Brugnera ( Brugnera) - 1h06'58"
- 30º alla Mezza maratona di Marrakech ( Marrakech) - 1h08'35"
- Argento alla Maratonina di San Martino ( Paese) - 1h09'00"
- 6º a Le Miglia di Agordo ( Agordo) - 30'44"

2013
-  Oro Trail de le Longane (Lozzo di Cadore, vincitore come borgo più bello d'Italia) - 1h06'13"
- Argento alla Maratonina di San Martino ( Paese) - 1h09'23"

2016
- 14º alla BOclassic ( Bolzano) - 30'33"
- 16º al Giro al Sas ( Trento) - 31'06"

2017
- Oro alla Mezza maratona di Brugnera ( Brugnera) - 1h06'42"
- 11º alla Mezza maratona di Udine ( Udine) - 1h08'42"
- 15º al Giro al Sas ( Trento) - 30'49"

2018
- 8º alla Mezza maratona di Udine ( Udine) - 1h05'28"
- 6º alla Maratonina dei Borghi ( Pordenone) - 1h08'43"
- Oro alla Mezza maratona di Brugnera ( Brugnera) - 1h09'04"
- 9º all'Oderzo Citta' Archeologica ( Oderzo) - 31'00"

2019
- 9º alla Mezza maratona di Udine ( Udine) - 1h06'05"
- Bronzo alla Maratonina dei Borghi ( Pordenone) - 1h07'36"
- 12º al Giro al Sas ( Trento) - 30'29"
- 18º alla BOclassic ( Bolzano) - 31'39"

2021
- 6º alla Mezza maratona di Trieste ( Trieste) - 1h05'47"
- 4º alla Mujalonga sul Mar ( Muggia) - 29'48"